# Festival internacional de Cine de Lebu de 2024
La 24ª edición del Festival internacional de Cine de Lebu se celebró del 12 al 18 de mayo de 2024. Tuvo lugar en las comunas de Lebu, Concepción, y Cañete e Isla Mocha.
Estaba inicialmente programado para el periodo entre el 5 y el 11 de abril de 2024 pero la organización del festival reprogramó la edición acusando irregularidades en la entrega de recursos desde el Gobierno Regional del Biobío.
La inauguración de esta edición se realizó el 12 de mayo en la Plaza de Armas de Lebu con la proyección del cortometraje de animación To Bird or Not To Bird de Martín Romero, ganador de la XXXVIII edición de los Premios Goya.

## Competencia Oficial
La ceremonia de premiación se llevó a cabo el sábado 18 de mayo en el Teatro Biobío la cual premió las categorías de Mejor cortometraje de animación Internacional a A rapariga de olhos grandes e o rapaz de pernas compridas de Maria Hespanhol, Mejor cortometraje de ficción Internacional a ALMA de Sebastián S. Claro, Mejor cortometraje documental Internacional a Le Grenade Noire de Ali Zare Ghanatnowl , Mejor cortometraje ficción Regional a Yaya de Leticia Akel Escárate, Mejor documental regionala Aurora de Chile de Cristian Inostroza, Mejor documental pueblos originarios a Children of water de Joy Penroz y Mejor Videoclip a La Carnicera de Esteban Santana Guerrero.
Además, junto con la Corporación Chile Actores se premió a Michelle Mella como Mejor actriz por su papel en el La Casa de Arena de Luis Fresno y a Ernesto Benvenuto como Mejor actor por su papel en Ecos del bosque de Anibal Latorre.

### Selección Oficial
| Competencia Cortometraje Ficción Internacional |
| - ALMA de Sebastián S. Claro - Nachtgesichter de Martin Winter, Stefan Langthaler - Fortissimo de Victor Cesca - Así Dicen de Natalia Luque - Affald de Mads Koudal - Kumbang de Gwai Lou - Handymand de William Findinge - Lentejas de José Antonio Campos - Obra de arte de Rafael Nieto - Monstros de Douro Moura - La Próxima de Daniel Molina y Ernesto Alarcón - La noche dentro de Antonio Cuesta - California de Albert Mariné - Basri & Salma dalam Komedi yang Terus Berputar de Khozy Rizal - Hermana de Matias Bize - Aunque es de noche de Guillermo García López - Dream maker de Mohsen Mehri Darouei y Milad Kiaei - Ciela de Mauricio Sierra - Ürsula de Edison Cajas - Somewhere to stay de Amirhossein Hatami - Ik ben geen robot de Victoria Warmerdam - Profesionálny Rodić de Erik Jasan - La gran obra de Àlex Lora Cercós - Réminiscences de Frederic Mosbeux - Ballad of the mountain de Tarun Jain - Mala facha de Ilén Juambeltz - Una lejana región de occidente de Sebastián S. Claro |
| Competencia Cortometraje Animación Internacional |
| - A rapariga de olhos grandes e o rapaz de pernas compridas de Maria Hespanhol - In the stars de Gabriel Osorio y Pato Escala - Extint de Raúl Díez Rodríguez, - Vedriti de Nikita Mescheryakov - Sheleg Adom de Jonathan Dumosch - Dar Saaye Sarv de Hossein Molayemi y Shirin Sohani - The family portrait de Lea Vidakovic - The Waiting de Volker Schlecht - Ana Morphose de João Rodríguez - Avel de Daniel Marín - El festín de las bestias de Simon Bucher, Claudia Saldivia, Amanda Rivera - Taking the Bus to Mount Olympus de Melody Wayfare - Kompozycja z przezyc istniejacych de Joanna Szlembarska - Spat hochetsya de Igor Voloshin - From The Top de Rich Farris - Voces Apagadas de Ivana R. Montalva - Confusion of afternoon de Yung-Chieh Lee - To bird or not to bird de Martín Romero - La Perra de Carla Melo Gampert - Poupées Temporelles de Arthur Davignie - Blank Cartridge de Kaveh Sistani - Noticias en 100 años de Angela Contreras                                                |
| Competencia Cortometraje Documental Internacional |
| - Le Grenade Noire de Ali Zare Ghanatnowi, - Pagón de Nicolás Díaz Barriga - Papá de Lucas Alaya, - Las calles de granada de Isabel Medarde - Broken Wings de Jorik Dozy y Sil Van Der Woerd - En plass å dø de Mariel Winther - Nós, palhaças de Melise Fremiot e Getulio Ribeiro - A menos que bailemos de Hanz Rippe - Para Esteban de Héctor Almeida - Flyby Kathy de Pedro Bastos - Cine del pasado de Andrés Echeverri - Una historia porfiada de Rafael Valdeavellano |
| Competencia Cortometraje Ficción Regional |
| - Yaya de Leticia Akel Escárate - Mi Micaela de Caro Fuentealba Riffo - El Puzzle que no armaremos de Ernesto Meléndez - Ecos del Bosque de Aníbal Latorre - Perro Negro de Giordano Dos Santos Wood - Mente Enferma de Viktor Aguilar Luna - Recuerdo Mecánico de Daniel Pávez - Cuando te vine a buscar, ya te habías ido de Inti Rowland - Dos ciervos de un tiro de Elías Gómez - Consagración de Sebastián González Méndez - Lágrimas de cocodrilo de Sebastián Valdebenito - La casa de arena de Luis Fresno Marzolo |
| Competencia Cortometraje Documental Regional |
| - Aurora de Chile de Cristian Inostroza - La entrada sin puerta de Jeremy Hatcher - Emilio que estás en el cielo de Marcelo Cuevas - Fragment_s de Constanza Barrios Gonzálelz - Cómo cambiar el mundo de Diego Pallamar - Soy de Lebu de Jorge Delgado Riffo - Butaleuvu de Camila Almonacid - La recolección, la humedad tira de Rodrigo Jara Lizana - Nos besamos con mascarillas para no enamorarnos de Ricardo Mankhe - Las cruces, eterno luto de Juan Palma Bañados - Lagrimas de Sal de Paulette Guardiola. |
| Competencia Cortometraje Pueblos Originarios |
| - Children of water de Joy Penroz - KELWE de Colectivo Left Hand Rotation - Retrato de invierno de Fernando Saldivia - Una historia porfiada de Rafael Valdeavellano |